# Lista de representantes permanentes do Azerbaijão nas Nações Unidas
Esta é uma lista de representantes permanentes do Azerbaijão, ou outros chefes de missão, junto da Organização das Nações Unidas em Nova Iorque.
O Azerbaijão foi admitido como membro das Nações Unidas a 2 de março de 1992.
| Início | Término | Representante permanente (Chefe de missão) | Cargo                        | Credenciais |
| ------ | ------- | ------------------------------------------ | ---------------------------- | ----------- |
| 1992   | 1993    | Hasan Hasanov                              | Representante permanente     |             |
| 1993   | 1994    | Yaşar Aliyev                               | Encarregado de negócios a.i. | -           |
| 1994   | 2001    | Eldar Kouliyev                             | Representante permanente     |             |
| 2001   | 2002    | Yaşar Aliyev                               | Encarregado de negócios a.i. | -           |
| 2002   | 2006    | Yaşar Aliyev                               | Representante permanente     | 2002-03-12  |
| 2006   | 2014    | Agshin Mehdiyev                            | Representante permanente     | 2006-11-30  |
| 2014   | atual   | Yaşar Aliyev                               | Representante permanente     | 2014-06-10  |